# 两淮战役
两淮战役是1945年中国抗日战争結束後立即發生的1945年国共冲突中的一系列战役，以新四军第三縱隊分別攻下淮陰與淮安兩城告终。有時此戰役會被中共分别稱之為淮陰戰役與淮安戰役。

## 前序
和其他在第二次世界大战结束后中国国共两党之间的冲突类似，此次冲突也源于蒋介石已认识到他的国民党政权没有足够的军队或足够的运输资本以将自己的军队部署到中国的日占区。他不想让已经占有了中国大多乡村的共产党通过接受日军投降进一步拓展领地，控制日占区，于是命日军和伪军不向共产党投降，维持自身战力，在日占区“维持秩序”，必要时对抗共产党，直到国军最终到达并完成部署。结果，大多数伪政府成员和伪军重新加入国军。
但这些由前国军转为伪军的军队大多并非蒋介石嫡系，而是主要由在第二次世界大战前仅仅名义上受蒋介石统治，只在名义上为国民党，多保持自身独立或半独立状态的军阀的军队组成。这些军阀只在乎维持自身力量，当日本侵略者许诺让他们维持权力以换取他们的合作时，他们便叛投了日军。第二次世界大战后，这些军阀也为了同样的原因回归国民党。蒋介石显然难以立即在这些军阀投降自己重归国民党之际消灭他们，这样将得罪国军内其他派系，而这些伪军军阀仍能通过在蒋介石部署自己的军队完成接管前控制治下的方式帮助国民党争取更多领地。蒋介石的目的是同时解决困扰中国已久的军阀问题和消灭共产党两件事，但这后来如在此次冲突中所示被证明是他和国民党政府的一个极其致命的错误。

## 国民党战略
与自身的战略相应，蒋介石及其手下希望这些复归国军的前伪军能击退共军且屯驻得够久以让他能部署自己的军队。即使共军在这些冲突中得胜，因军阀被共军击败削弱，军阀问题很大程度上得到削弱，共军也将因战斗被削弱，蒋介石自己的军队则更易掌控局势，结局仍然对蒋介石及其政权有利。
而前伪军军阀和军队急于自我证明，也无条件服从蒋介石的命令。他们都知道因自己在中国抗日战争期间和日军合作，已被包括拒绝降敌并战斗直至胜利的国军在内的国人痛恨，因而在第二次世界大战一结束，他们当然将被解除武装遣散，军阀们的势力将被削弱乃至最终消灭。蒋介石的命令对他们而言是救星，这样他们便能以对被蒋介石及其政府定为叛军的共军作战的方式合法化自身并维持势力。

## 共产党战略
因共军的派系分化不如国军巨大，共军的战略简单得多。在国军撤退后，共军成为本地对抗日本侵略者和伪政权的唯一力量，已赢得大量民间支持，在乡村成功建立共军基地，带给民众比日占区好得多的生活后，民众同意共军更有资格代表中国接受本地入侵者的投降和接管日占区。

## 作战序列
- 守军：国民党作战序列（大约14,000军队）：
  - 整編第28师，屯淮阴
  - 淮阴保安团，屯淮阴
  - 三个整編旅，屯淮安
- 进攻军：共产党作战序列（多于11,000军队）：
  - 新四军第三縱隊
    - 第7旅
    - 第8旅
    - 第10旅
    - 射阳独立团
    - 淮安独立团
    - 涟东独立团
    - 淮阴警卫团
    - 涟水警卫团

## 第一阶段
新四军第3师于1945年8月26日开始从高良涧、蒋坝向淮阴推进，五个本地的共产党团也协作从其他地区发起进攻：射阳独立团、淮阴警卫团和涟水警卫团从东、北攻打淮阴，而淮安则由共产党的淮安地理图案和涟东独立团攻打。经过从27日到31日的持续四天的激战，解放軍佔據所有外圍國軍据点，淮阴城被围。
共军围城后没有立即进攻，而是建立火力支持点并一路挖交通壕直到城墙脚下，作为作战准备。火力支持点是通过用土建造比城墙更高的小山建立的，可同时作为侦察平台，城内的一切都被攻击方军队所监视。

## 第二阶段
国民党守军拒绝投降后，9月6日下午2:00，总攻爆发。攻城军队通过交通壕接近城墙脚下，制造爆破，在东门炸毁一块城墙。国军不能阻止敌军从城墙破损处入城，激战1个半小时后，由第28师和淮阴保安团组成的淮阴全部国民党驻军8,600余人被敌军全歼。第28师师长潘干臣等300余守军被杀，师参谋长刘绍坤等8,328人被生擒。共产党军还从国军处缴获炮7门、轻重机枪88挺、长短枪6,592支。最后的抵抗也在7日凌晨5:30结束。
攻陷淮阴后，新四军第3师第10旅将注意转向淮安，于9月13日围其城。2天后，新四军第3师师长黄克诚亲率该师第7旅、第8旅前往淮安，接替第10旅，准备在本地共产党民兵帮助下攻城。守军意识到身陷绝境，在21日傍晚尝试突围，但被敌军击还。
对淮安的总攻开始于22日早8:00。在迫击炮和包括缴获的日本11型步枪的重型火炮支援掩护下，攻城军突破城池防御，12米高的城墙被证明不足以阻止敌军，在5分钟内就被攻破。10:00，守军大部被歼。但国军旅长吴漱泉、专员李云霈率残部200余人负隅顽抗，攻城军花了5个小时才将这支最后的守军歼灭，并彻底击败藏起来的残余敌军。强达三个旅的淮安国民党守军被攻城敌军全歼，其中吴漱泉以下300余人被击毙，团长以下4,350人被生擒，炮5门、轻重机枪50挺、掷弹筒52具、步枪3,738支被缴获。和之前在淮阴和两城外的据点的损失加起来，守军损失了接近14,000军队，几乎是全军。

## 结果
尽管战斗的结局如蒋介石及其部下所料，军阀的势力因军队被共军击溃而被削弱，当地的军阀问题减弱，蒋介石的第二目的达到了，但这次政治余波抵消了国军获取的一切正面收益。当地人本已怪罪国军失地于日军，重新收编伪军为国军对抗唯一留在当地抗日的共军之举愈发疏远了人心，国军在原日占区的人心大失，加深了民间对蒋介石及其国民政府的恨意。
而形成对比的是，共军胜利夺取两城，将之前苏中、苏北、淮北、淮南四个分隔的共军根据地连接起来。蒋介石试图同时解决长期困扰中国的军阀问题和根除共产党问题的致命错误这一政治失败也很大程度上帮助共产党赢取当地百姓支持。